# UMMC Cup 2009
De UMMC Cup 2009 was een basketbaltoernooi in Europa dat in Jekaterinenburg tussen 9 oktober 2009 en 11 oktober 2009 werd gehouden. Vier top teams uit EuroLeague Women namen deel aan dit toernooi - UMMC Jekaterinenburg, Verenigde Staten, MKB-Euroleasing Sopron en ZVVZ USK Praag. Verenigde Staten won het goud.
| Datum           | Winnaar                | Uitslag  | Tegenstander           |
| --------------- | ---------------------- | -------- | ---------------------- |
| 9 oktober 2009  | Verenigde Staten       | 100 - 81 | ZVVZ USK Praag         |
| 9 oktober 2009  | UMMC Jekaterinenburg   | 83 - 55  | MKB-Euroleasing Sopron |
| 10 oktober 2009 | MKB-Euroleasing Sopron | 65 - 79  | Verenigde Staten       |
| 10 oktober 2009 | UMMC Jekaterinenburg   | 94 - 65  | ZVVZ USK Praag         |
| 11 oktober 2009 | ZVVZ USK Praag         | 77 - 65  | MKB-Euroleasing Sopron |
| 11 oktober 2009 | UMMC Jekaterinenburg   | 63 - 78  | Verenigde Staten       |

## Eindklassering
| #      | Land                   |
| ------ | ---------------------- |
| Goud   | Verenigde Staten       |
| Zilver | UMMC Jekaterinenburg   |
| Brons  | ZVVZ USK Praag         |
| 4      | MKB-Euroleasing Sopron |

2009 · 2012 · 2013 · 2014 · 2015 · 2016 · 2017 · 2018